# Jacob de Batnes
Jacob de Batnes (llatí: Iacobus; grec antic: Ἰάκωβος) (Curtamum, aproximadament 452- 522), va ser un religiós sirià, bisbe de Batnes (Βάτνη o Βατναί) posteriorment anomenada Saruj, o Osroene, situada uns 50 km a l'est de Birtha, a l'Eufrates. Pel lloc on exercia el seu bisbat se l'anomena també Batneu o Sarugense, i encara Sapiens o Savi.
Els seus pares semblava que no podien tenir fills i quan Jacob va néixer es va considerar una benedicció de Déu i la resposta a les seves oracions. Va créixer i aviat va destacar pels seus coneixements i eloqüència. No va arribar a bisbe fins que tenia uns 68 anys, el 519, i va exercir només uns tres anys. Va morir potser el 522 amb 70 anys. Alguns autors l'han acusat de mantenir doctrines properes al Monofisisme, però s'ha demostrat la seva ortodòxia.
És reverenciat per les esglésies maronita i jacobita, però no s'ha de confondre amb el sant sirià Jacob esmentat per Procopi que va viure mig segle abans.

## Obres
Va escriure les seves obres en siríac, i se n'han conservat moltes.
- Una Litúrgia, de la que també se'n conserva una versió llatina.
- Un Servei baptismal.
- Homilies, algunes en prosa i altres en vers. Sobre sants de l'Antic i el Nou Testament i sobre l'encarnació, la mort, l'enterrament i la resurrecció de Jesucrist.
- Diverses Epístoles. Una carta que va escriure durant una invasió de la frontera oriental pel rei persa Cavades o Cabadis a principis del segle vi, va animar a la població a resistir els invasors.[1]